# Long. Live. ASAP
Long. Live. ASAP (estilizado como LONG.LIVE.A$AP) es el primer álbum de estudio del rapero estadounidense de trap ASAP Rocky. Fue lanzado el 15 de enero de 2013, por ASAP Worldwide, Polo Grounds Music y RCA Records. El lanzamiento del álbum se retrasó en varias ocasiones, incluyendo las fechas de lanzamiento del 11 de septiembre y 31 de octubre de 2012, siendo este último el primer aniversario de su mixtape 2011 Live. Love. ASAP.
El álbum actualmente tiene cuatro sencillos —"Goldie", "Fuckin' Problems", "Wild For The Night" y "Fashion Killa"— Rocky salió de gira con los raperos Schoolboy Q y Danny Brown.

## Lanzamiento y promoción
El álbum iba a ser lanzado oficialmente el 11 de septiembre, pero se retrasó a Halloween de 2012, y luego retrasado aún más, para el primer trimestre de 2013, y así poner los toques finales en el mismo; los derechos de autor los titulares se han estancado de conceder permiso para la utilización de muestras concretas en el álbum, y Rocky se niega a omitirlos.
En el otoño de 2012, Rocky se embarcó en la gira de Long. Live. ASAP con Schoolboy Q y Danny Brown. El tour fue diseñado originalmente para promover el álbum cuando fue programado para una fecha de lanzamiento en septiembre (2012). El 3 de diciembre de 2012, mientras que se estrenaba el vídeo de "Fuckin Problems", ASAP anunció que su álbum sería lanzado el 15 de enero de 2013. Un vídeo musical para el tema que da título al disco se estrenó en MTV el 23 de diciembre de 2012.  Para celebrar su lanzamiento del álbum se realizó en The Hole en el centro de la ciudad de Nueva York junto con su grupo de ASAP Mob. Su iPhone también fue robado en el evento.

## Desempeño comercial
El álbum debutó en el número 1 en la lista Billboard 200, con 139,000 copias vendidas en su primera semana en los Estados Unidos. Hasta el 17 de abril de 2013 había vendido 312,000 copias en los Estados Unidos.

## Lista de canciones
En iTunes
| N.º | Título | Escritor(es) | Producer(s)                                                                       | Duración |  |
| 1.  | «Long Live ASAP»                                                                                          | Rakim Mayers, James Scheffer, Richard Butler, Jr., Michael Mule, Issac Deboni, Frank Romano, Laura Jane Lowther        | Jim Jonsin, Rico Love, Finatik & Zac (co.), Frank Romano (co.), LORD FLACKO (co.) | 4:49     |  |
| 2.  | «Goldie»                                                                                                  | Mayers, Chauncey Hollis                                                                                                | Hit-Boy                                                                           | 3:12     |  |
| 3.  | «PMW (All I Really Need)» (featuring Schoolboy Q)                                                         | Mayers, Quincy Hanley, Tyler Williams, Nikhil Seetharam                                                                | T-Minus, Nikhil Seetharam (co.)                                                   | 3:54     |  |
| 4.  | «LVL» | Mayers, Mike Volpe | Clams Casino                                                                      | 3:40     |  |
| 5.  | «Hell» (featuring Santigold)                                                                              | Mayers, Volpe, Santi White                                                                                             | Clams Casino                                                                      | 3:51     |  |
| 6.  | «Pain» (featuring OverDoz)                                                                                | Mayers, Khalid Muhammed, Jess Willard, Soufien Rhouat                                                                  | Soufien3000                                                                       | 3:53     |  |
| 7.  | «Fuckin' Problems» (featuring Drake, 2 Chainz and Kendrick Lamar)                                         | Mayers, Aubrey Graham, Kendrick Duckworth, Tauheed Epps, Noah Shebib, Stephen Garrett                                  | 40, C. Papi (co.)                                                                 | 3:53     |  |
| 8.  | «Wild for the Night» (featuring Skrillex and Birdy Nam Nam)                                               | Mayers, Sonny Moore, Mickael Dalmoro, Denis Lebouvier, Thomas Parent, Julien Pradeyrol, Nicolas Vadon                  | Birdy Nam Nam, Skrillex (Remixed by Skrillex, LORD FLACKO)                        | 3:29     |  |
| 9.  | «1 Train» (featuring Kendrick Lamar, Joey Badass, Yelawolf, Danny Brown, Action Bronson and Big K.R.I.T.) | Mayers, Ariyan Asllani, Michael Atha, Duckworth, Hollis, Daniel Sewell, Justin Scott, Jo-Vaughn Virginie, Assala Nasri | Hit-Boy                                                                           | 6:12     |  |
| 10. | «Fashion Killa»                                                                                           | Mayers, Hector Delgado, James Laurence, Dylan Reznick, Terius Nash, Christopher Stewart                                | Hector Delgado, LORD FLACKO, Friendzone (co.)                                     | 3:56     |  |
| 11. | «Phoenix»                                                                                                 | Mayers, Brian Burton                                                                                                   | Danger Mouse                                                                      | 3:53     |  |
| 12. | «Suddenly»                                                                                                | Mayers, Delgado, Tyshaun Holloway, Curtis Williams                                                                     | Hector Delgado, LORD FLACKO, ASAP Ty Beats (co.)                                  | 4:30     |  |